# Старая ратуша (Иерусалим)
Старая ратуша Иерусалима была одним из четырёх общественных зданий, построенных в Иерусалиме британской администрацией в период британского мандата. 

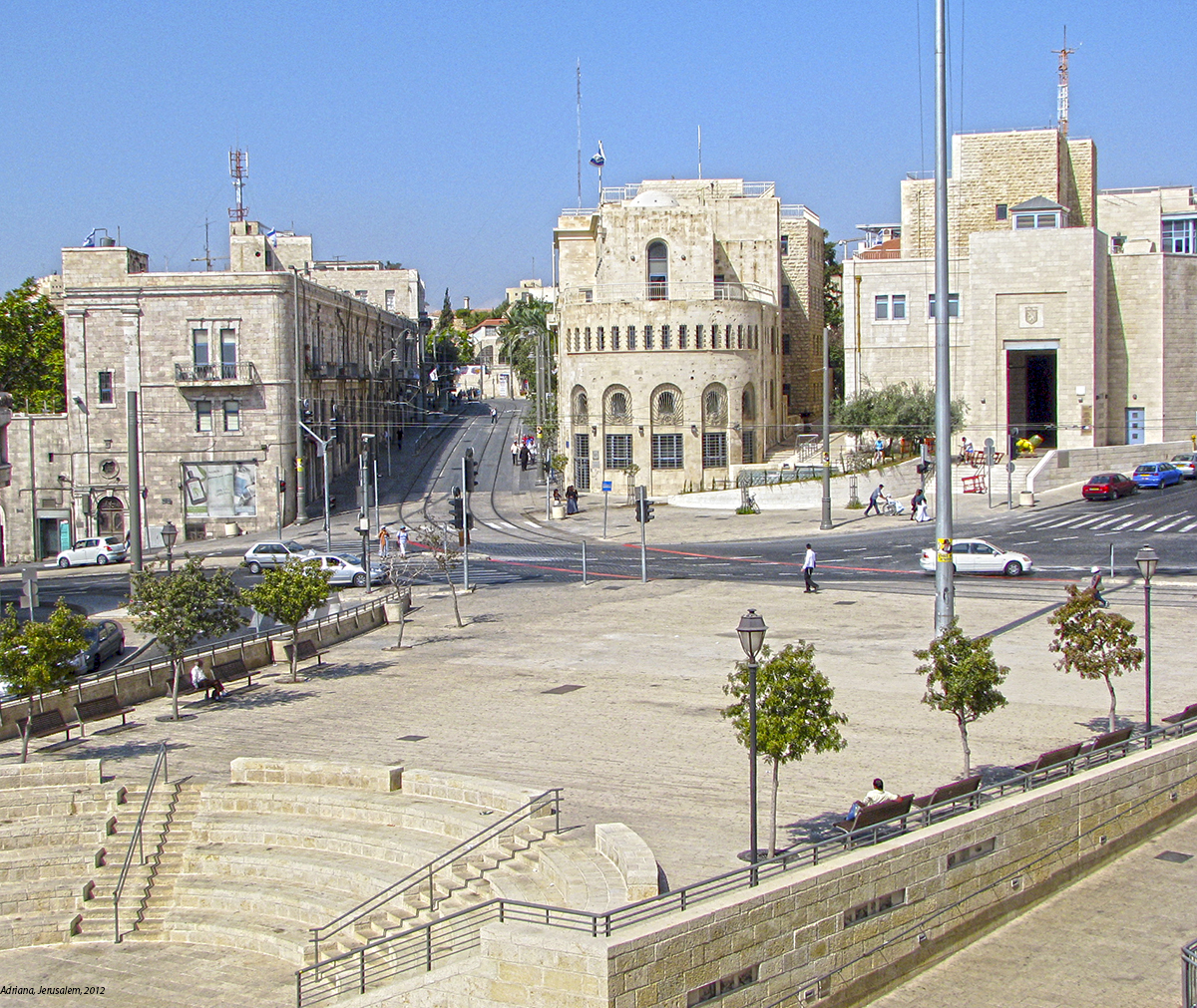
Старая ратуша Иерусалима

## История
Когда ратуши на углу улиц Яффо и Мамилла стало недостаточно для нужд растущего города, Мандатное правительство построило новое административное здание. Оно использовалось муниципалитетом Иерусалима более 60 лет, с 1930 по 1993 год.
Строительство финансировал банк Barclays Bank, располагавшийся в закруглённой части здания, обращённой к северо-западному углу Старого города.
Британский архитектор Клиффорд Холлидей спроектировал здание. В 1972 году в зале городского совета были установлены витражи по проекту израильского художника Авигдора Арихи.

## Галерея

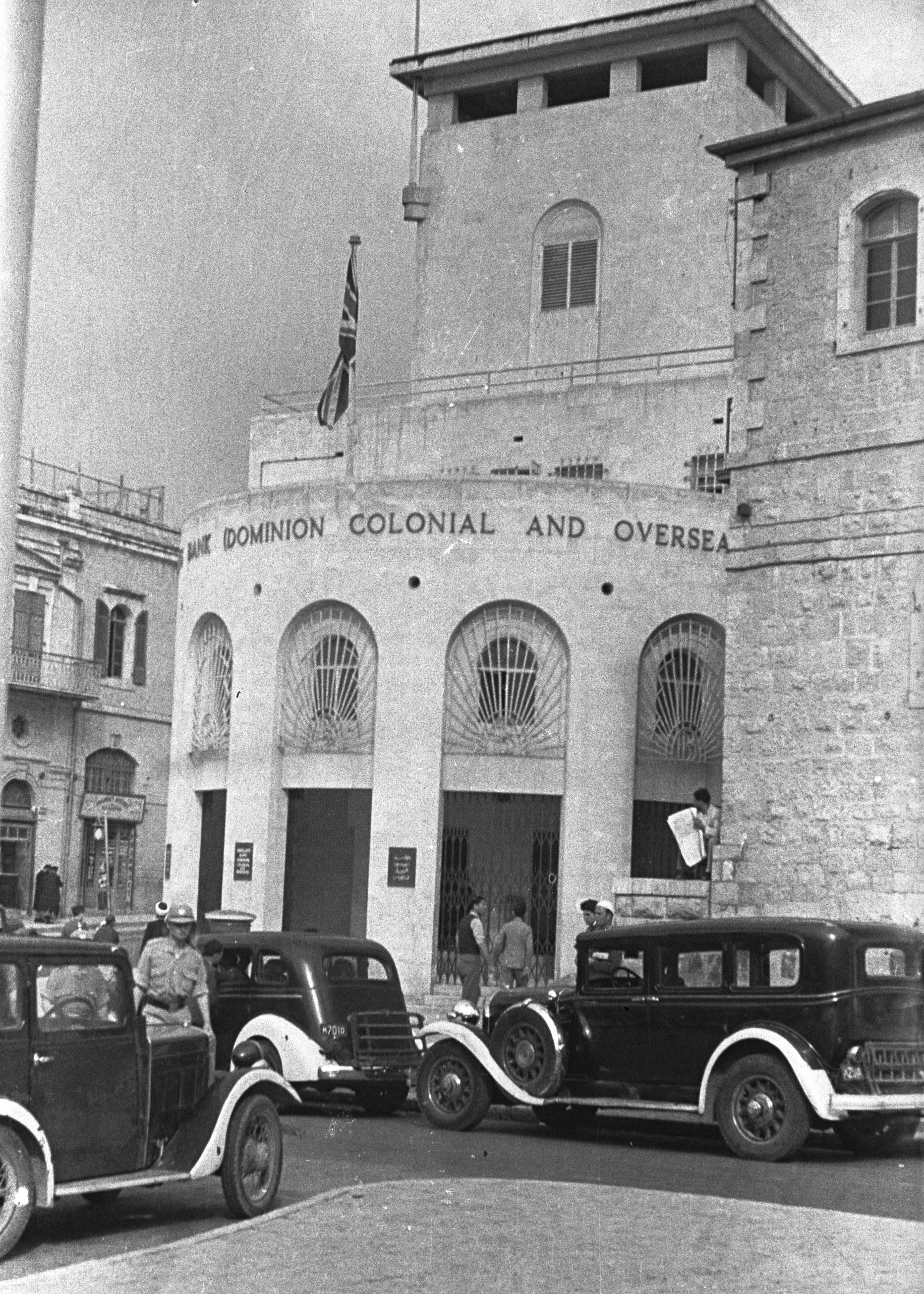
Банк Барклая, 1939 год
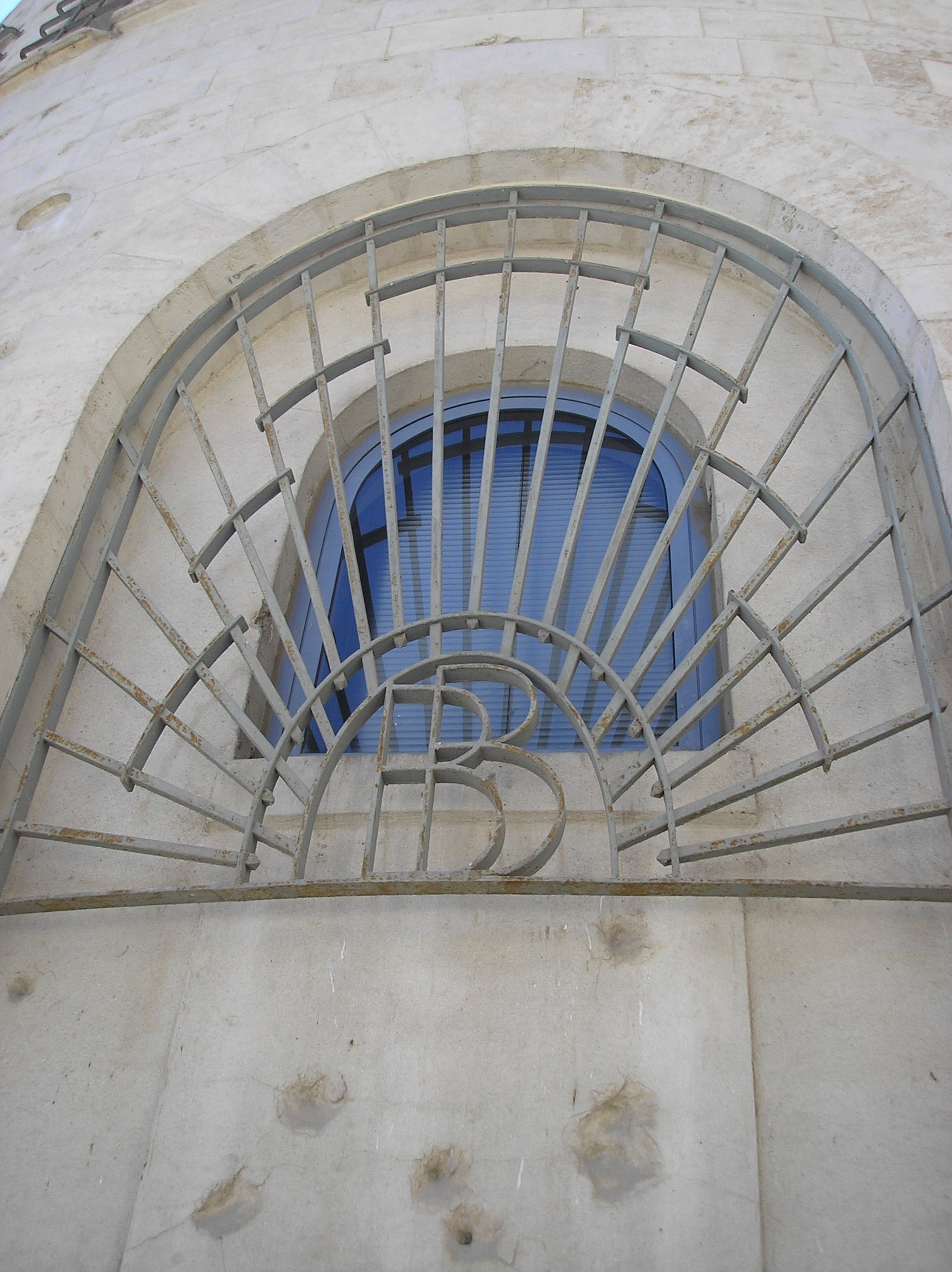
Логотип Barclays Bank (BB) под окном (юго-восточный фасад)
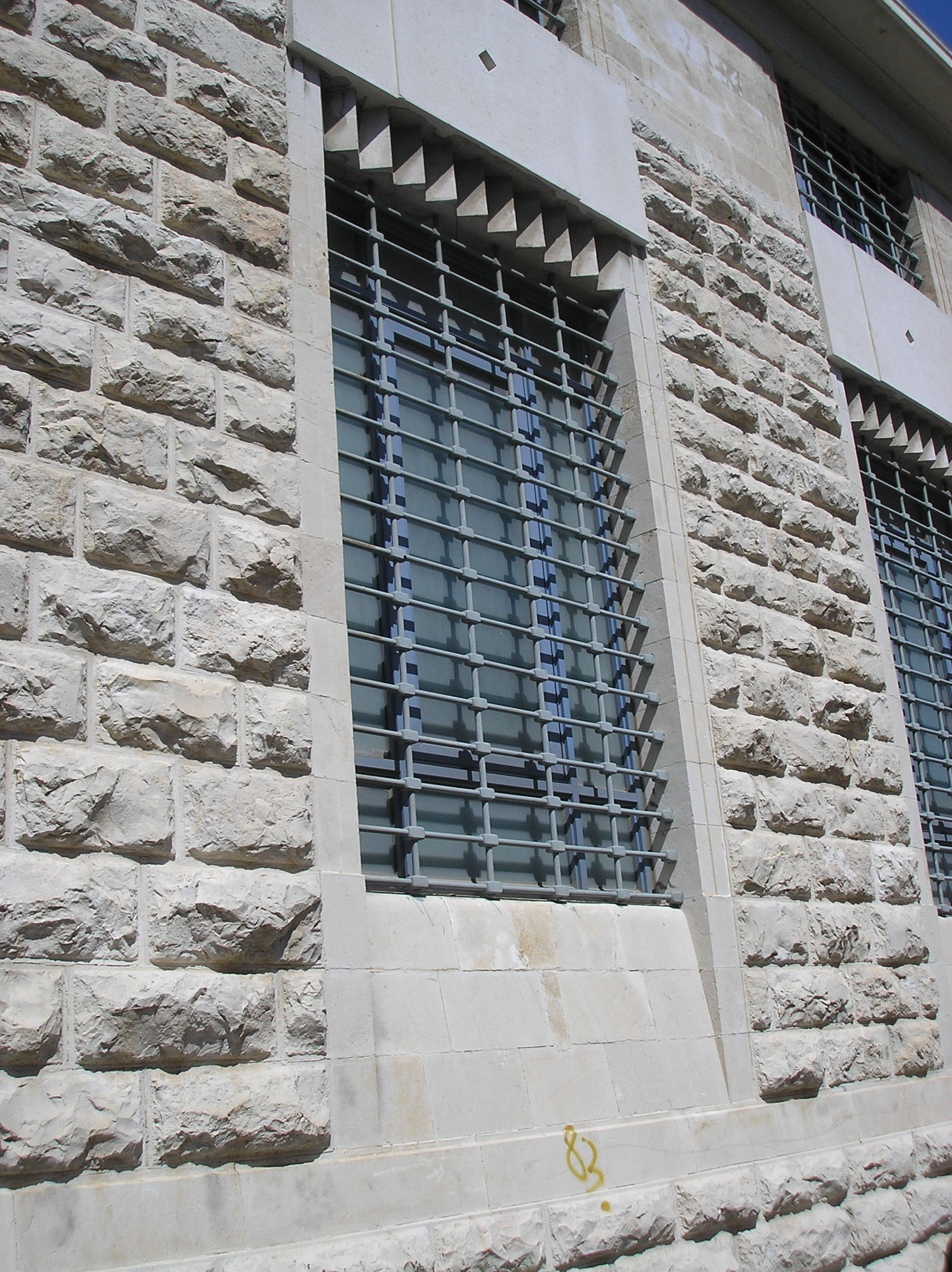
Рустификация и оконная решетка из кованого железа, вдохновленная архитектурой мамлюков